# پل خشتی تمیجان

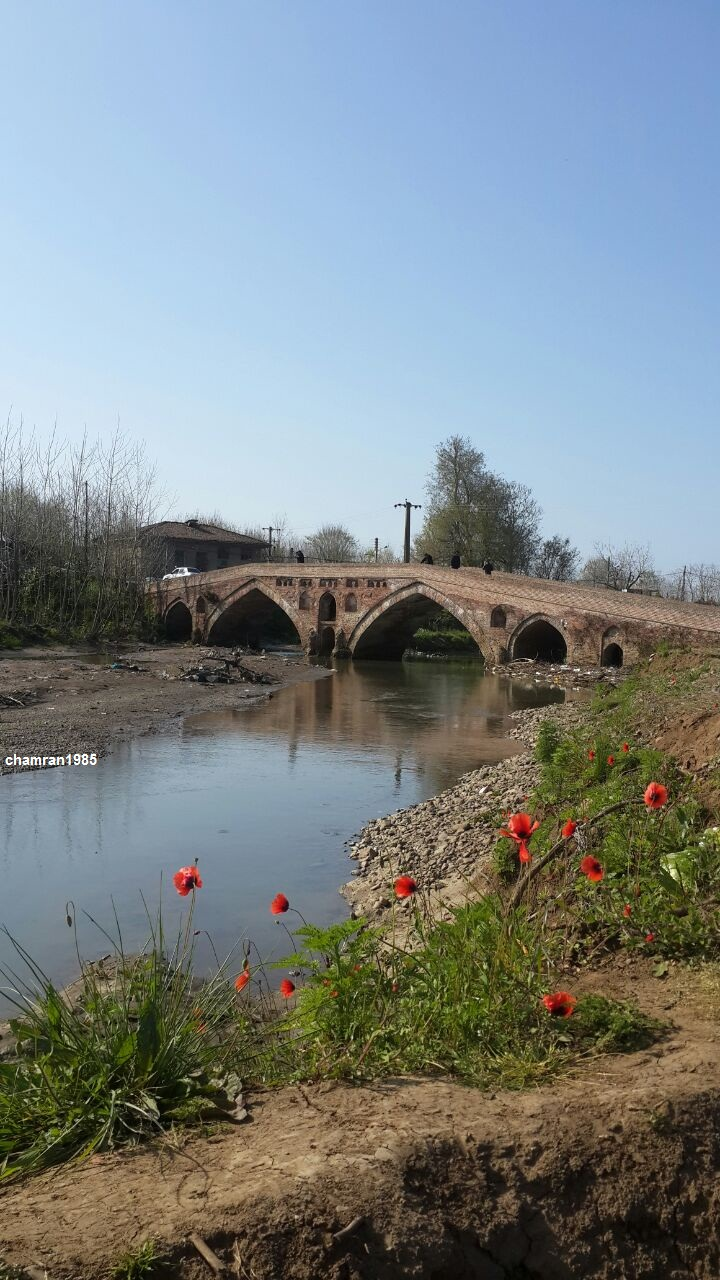
نمایی از پل خشتی تمیجان، رودسر

این پل خشتی در ۶ کیلومتری جنوب غربی رودسر در استان گیلان، بر روی رودخانه تمیجان احداث شده‌است. گر چه کتیبه و سنگ بنا یا یادبود دگر در آن وجود ندارد، ولی از نوع طاق‌ها (طاق‌های جناقی) و مصالح بکار رفته در آن می‌توان این پل را به دوره صفوی نسبت داد.
بنا به دست نوشته های عام، احداث این پل به زمان حکومت بهزاد بیگ بر گیلان (مصادف با ٩٧۰ الی ۱۰۰۰ هجری شمسی) است.
بدنه و پاهای پل آجری است، ولی کف پل سنگ‌فرش است و دارای چهار دهانه بزرگ می‌باشد. دهانه‌های کوچک‌تری نیز در طرفین این دهانه‌ها وجود دارد. طول پل ۶۰ متر و عرض آن ۵ متر است. در بدنه پل چند اتاق که طاق آنها به شیوهٔ ماهرانه‌ای ساخته شده وجود دارد. این طاق‌ها احتمالاً محل اتراق رهگذران و کاروانیان در ایام بارندگی بوده‌است.در دو طرف عرض پل نیز جان‌پناهی آجری به بلندی ۵۰ سانتی متر ساخته شده تا از افتادن افراد و چهارپایان جلوگیری شود.
پل خشتی تمیجان در فهرست آثار ملی کشور با شماره ۱۱۲۵ به ثبت رسیده‌است.